# 熊野神社 (東京都北区)
熊野神社（くまのじんじゃ）は、東京都北区の神社。地名を冠して志茂熊野神社（しもくまのじんじゃ）とも称される。
現在は西方近隣にある赤羽八幡神社の兼務社となっている。

## 概要
1312年（正和元年）に創建された。西蓮寺を開山した淳慶が熊野三社権現（現・熊野三山）より勧請したという。創建の経緯から西蓮寺が別当寺になっていた。下村の鎮守であった。
かつての神体は3体の仏像であったが、明治時代の神仏分離によって、別当寺だった西蓮寺に移された。
毎年2月7日に白酒祭（しろざけまつり）が行われる。「鬼」と書いた的を射て、その後に白酒がふるまわれたことから、その名が付いた。現在は甘酒がふるまわれる。北区の無形民俗文化財に指定されている。

## 文化財
熊野神社の白酒祭東京都北区指定無形民俗文化財（風俗慣習）、平成14年(2002)4月9日指定

## 交通アクセス
- 志茂駅より徒歩10分。